# 元素の系統名
元素の系統名（げんそのけいとうめい）とは正式な名称が定まっていない新しい元素を呼ぶために、IUPACが1978年に系統的な命名規則を定めたものである。一般に新しく発見された元素は確認を経て正式名称が決定されるまでにおよそ10年あまりの期間を要する。中には104番元素のラザホージウムのように論争が長期化し、発見の報告から正式名の決定まで28年もかかった例もある。
以下に解説する元素の系統名（もしくは組織名）は、正式な名称（慣用名）が決まるまでの間、元素を呼ぶときに一時的に用いられる名称である。原子記号は1、2、ないしは3文字の英字と定められている。
この規則は、104番元素についてアメリカとソ連（当時）が命名権を争った結果長期にわたって正式名称が決まらなかったために定められたものである。
この規則は1978年に定められ、その時点で正式な名称の定まっていなかった104番以降の元素に適用されてきた。2016年11月に118番元素までが命名されてからは、119番以降の元素に使用される。
正式な名称に対する命名についても本稿で触れる。

## 命名規則
原子番号の各位を、100の位、10の位、1の位の順番に、以下の表にしたがって綴る。
| 数字 | 綴り（1の位以外） | 綴り（1の位） | 日本語読み（1の位以外） | 日本語読み（1の位） |
| ---- | ----------------- | ------------- | ----------------------- | ------------------- |
| 0    | nil               | nilium        | ニル                    | ニリウム            |
| 1    | un                | unium         | ウン                    | ウニウム            |
| 2    | bi                | bium          | ビ                      | ビウム              |
| 3    | tri               | trium         | トリ                    | トリウム            |
| 4    | quad              | quadium       | クアド                  | クアジウム          |
| 5    | pent              | pentium       | ペント                  | ペンチウム          |
| 6    | hex               | hexium        | ヘキス                  | ヘキシウム          |
| 7    | sept              | septium       | セプト                  | セプチウム          |
| 8    | oct               | octium        | オクト                  | オクチウム          |
| 9    | ennまたはen       | ennium        | エン                    | エンニウム          |

元素記号は、原子番号の各位に対応した上記の綴りの頭文字を1字ずつとってつなげた3文字を用いる。最上位のみ大文字でそれ以降は小文字となる。日本語名は上の位から順に上記の日本語読みをする。この際、子音で終わる綴りの後に母音で始まる綴りが来ても、リエゾンを行わない。
系統名では、その元素が金属と考えられるかどうかにかかわらず、常に語尾を-iumとする。周期表でハロゲンや希ガスの位置にあっても、これらの族の語尾の慣例には従わない。たとえば117番元素はUnunseptineではなくUnunseptium（ウンウンセプチウム・正式名テネシン）であり、118番元素はUnunoctonではなくUnunoctium（ウンウンオクチウム・正式名オガネソン）である。
各数字の綴りはラテン語とギリシャ語から頭文字が重複しないように混ぜて選ばれている。

## IUPACによる例示
文書に示されている系統名の例は以下の通りである。但し正式名称が決定したために使用しなくなったものを除く。
| 原子番号 | 系統名の要素    | 系統名        | 元素記号 | 日本語名の要素       | 日本語名           |
| -------- | --------------- | ------------- | -------- | -------------------- | ------------------ |
| 119      | un+un+ennium    | Ununennium    | Uue      | ウン+ウン+エンニウム | ウンウンエンニウム |
| 120      | un+bi+nilium    | Unbinilium    | Ubn      | ウン+ビ+ニリウム     | ウンビニリウム     |
| 121      | un+bi+unium     | Unbiunium     | Ubu      | ウン+ビ+ウニウム     | ウンビウニウム     |
| 130      | un+tri+nilium   | Untrinilium   | Utn      | ウン+トリ+ニリウム   | ウントリニリウム   |
| 140      | un+quad+nilium  | Unquadnilium  | Uqn      | ウン+クアド+ニリウム | ウンクアドニリウム |
| 150      | un+pent+nilium  | Unpentnilium  | Upn      | ウン+ペント+ニリウム | ウンペントニリウム |
| 160      | un+hex+nilium   | Unhexnilium   | Uhn      | ウン+ヘキス+ニリウム | ウンヘキスニリウム |
| 170      | un+sept+nilium  | Unseptnilium  | Usn      | ウン+セプト+ニリウム | ウンセプトニリウム |
| 180      | un+oct+nilium   | Unoctnilium   | Uon      | ウン+オクト+ニリウム | ウンオクトニリウム |
| 190      | un+en+nilium    | Unennilium    | Uen      | ウン+エン+ニリウム   | ウンエンニリウム   |
| 200      | bi+nil+nilium   | Binilnilium   | Bnn      | ビ+ニル+ニリウム     | ビニルニリウム     |
| 201      | bi+nil+unium    | Binilunium    | Bnu      | ビ+ニル+ウニウム     | ビニルウニウム     |
| 202      | bi+nil+bium     | Binilbium     | Bnb      | ビ+ニル+ビウム       | ビニルビウム       |
| 300      | tri+nil+nilium  | Trinilnilium  | Tnn      | トリ+ニル+ニリウム   | トリニルニリウム   |
| 400      | quad+nil+nilium | Quadnilnilium | Qnn      | クアド+ニル+ニリウム | クアドニルニリウム |
| 500      | pent+nil+nilium | Pentnilnilium | Pnn      | ペント+ニル+ニリウム | ペントニルニリウム |
| 900      | en+nil+nilium   | Ennilnilium   | Enn      | エン+ニル+ニリウム   | エンニルニリウム   |

2018年現在、発見されている最大の原子番号は118番のオガネソンである。発見前であっても、発見するための実験や理論的な研究を報告するために未発見元素の系統名が用いられる。
電子軌道の観点からは、理論上存在可能な最大の元素は173番のウンセプトトリウム（Ust）という指摘もある。そのため、それ以降の元素を想定するのであれば通常の元素とは構造の異なるイオン性の原子核としての存在を仮定することになる。また、ここまでの元素を合成できるかどうかもまだ不明であり、永遠に発見されない架空の元素となる可能性もある。

### かつて用いられていた系統名
IUPACによる文書にある例示のうちかつて用いられていたが、正式名（慣用名）が決定した元素の系統名を以下に挙げる。今後は使用されず、過去の文献にのみ現れることになる。細かいことを言えば命名済みの元素も系統名で表現可能ではあるため、一般向けの書籍などで余談として語られる可能性はあるが、少なくとも1978年時点で命名が確定していた103番までの元素のうち101番元素から103番元素までについてもIUPACによる文書に系統名が記載されてはいる。
| 原子番号 | 系統名             | 系統名       | 元素記号 | 慣用名           | 慣用名        | 元素記号 | 初発見報告 | 決定年 |
| -------- | ------------------ | ------------ | -------- | ---------------- | ------------- | -------- | ---------- | ------ |
| 101      | ウンニルウニウム   | Unnilunium   | Unu      | メンデレビウム   | Mendelevium   | Md       | 1955年     |        |
| 102      | ウンニルビウム     | Unnilbium    | Unb      | ノーベリウム     | Nobelium      | No       | 1958年     |        |
| 103      | ウンニルトリウム   | Unniltrium   | Unt      | ローレンシウム   | Lawrencium    | Lr       | 1961年     |        |
| 104      | ウンニルクアジウム | Unnilquadium | Unq      | ラザホージウム   | Rutherfordium | Rf       | 1964年     | 1997年 |
| 105      | ウンニルペンチウム | Unnilpentium | Unp      | ドブニウム       | Dubnium       | Db       | 1970年     | 1997年 |
| 106      | ウンニルヘキシウム | Unnilhexium  | Unh      | シーボーギウム   | Seaborgium    | Sg       | 1974年     | 1997年 |
| 107      | ウンニルセプチウム | Unnilseptium | Uns      | ボーリウム       | Bohrium       | Bh       | 1976年     | 1997年 |
| 108      | ウンニルオクチウム | Unniloctium  | Uno      | ハッシウム       | Hassium       | Hs       | 1984年     | 1997年 |
| 109      | ウンニルエンニウム | Unnilennium  | Une      | マイトネリウム   | Meitnerium    | Mt       | 1982年     | 1997年 |
| 110      | ウンウンニリウム   | Ununnilium   | Uun      | ダームスタチウム | Darmstadtium  | Ds       | 1994年     | 2003年 |
| 111      | ウンウンウニウム   | Unununium    | Uuu      | レントゲニウム   | Roentgenium   | Rg       | 1994年     | 2004年 |
| 112      | ウンウンビウム     | Ununbium     | Uub      | コペルニシウム   | Copernicium   | Cn       | 1996年     | 2010年 |
| 113      | ウンウントリウム   | Ununtrium    | Uut      | ニホニウム       | Nihonium      | Nh       | 2003年     | 2016年 |
| 114      | ウンウンクアジウム | Ununquadium  | Uuq      | フレロビウム     | Flerovium     | Fl       | 1999年     | 2012年 |
| 115      | ウンウンペンチウム | Ununpentium  | Uup      | モスコビウム     | Moscovium     | Mc       | 2004年     | 2016年 |
| 116      | ウンウンヘキシウム | Ununhexium   | Uuh      | リバモリウム     | Livermorium   | Lv       | 2001年     | 2012年 |
| 117      | ウンウンセプチウム | Ununseptium  | Uus      | テネシン         | Tennessine    | Ts       | 2009年     | 2016年 |
| 118      | ウンウンオクチウム | Ununoctium   | Uuo      | オガネソン       | Oganesson     | Og       | 2002年     | 2016年 |

## 新元素の慣用名及び元素記号の命名
元素の命名に際して上述の様な系統名は系統的に定められる利点があるものの、既に用いられきた伝統的な名称（慣用名）にそぐわず、面白みもないものであり、あくまで暫定的なものに過ぎない。そこで新元素の名称及び元素記号に対する命名については2002年にIUPACからの勧告が出ている。そこでは発見者が名前（慣用名）を提案する権利を持つと謳われている。また伝統に合致するよう、
a.神話上の概念や登場人物（神）（天体を含む）
b.鉱物や類似する物質
c.場所や地理的な領域
d.元素の性質
e.科学者への献名
の何れかによって命名されるべきであり、過去に別の元素に対して用いられた名称（廃棄名）・元素記号は再利用すべきでないとされている。また金属元素は-iumで終了すべきであるが、17族の元素は-ineで18族の元素は-onでそれぞれ終了すべきであるとされている。
なお、勧告には100番元素以降に対する命名と明記されており、正式名称（慣用名）が決定するまでの間「何番元素」という呼び方あるいは暫定名である系統名を用いる、そして元素記号が必要ならば3文字の暫定的な元素記号を用いるべきであるという旨が明記されている。これは暫定名である系統名は正式名称の定まるまでの利用が想定されており、かつ2002年の勧告時点では系統的な元素記号が高々2文字となる99番元素までの全ての元素の慣用名とその元素記号が命名・制定済みであったため、暫定的な記号は全て3文字の元素記号である（逆もまた然り）からである。このように系統名は慣用名に優先して用いられるべきものではないので、逆に系統名で既存の（99番までの）元素を命名することを禁じてはいないが想定されてもいないことが判る（このため高々2文字となる系統的な元素記号、例えばBやHe、Neが在来の記号とホモニムとなるような事態は考えなくて良い）。
エキゾチック原子に対する系統的な命名法は存在しないが、ミューオニウム (muonium、元素記号Mu)はIUPACで命名されており、化合物も合成され命名されている。その他、元素記号を有するエキゾチック原子にはポジトロニウム (positronium、元素記号Ps)が挙げられる。